# Charles Warren Thornthwaite
Charles Warren Thornthwaite (Bay City, 7 marzo 1899 – Bridgeton, 11 giugno 1963) è stato un geografo e climatologo statunitense.
Professore di climatologia alla Università Johns Hopkins di Baltimora, professore aggiunto della Drexel University di Philadelphia, presidente della Commissione per la Climatologia dell'Organizzazione Meteorologica Mondiale, è noto per aver sviluppato nel 1948 una classificazione climatica che si basa sull'indice globale di umidità, correlato alle precipitazioni e all'evapotraspirazione che si registrano nel corso dell'anno in uno specifico luogo.

## Pubblicazioni
- The Climates of North America: According to a New Classification. Geographical Review, Vol. 21, No. 4 (Oct., 1931), pp. 633-655.
- An Approach Toward a Rational Classification of Climate. Geographical Review (1948).